# Walter Maurer
Walter Stark Maurer (Kenosha, Wisconsin, 9 de maig de 1893 - Chicago, Illinois, 18 de maig de 1983) va ser un lluitador estatunidenc, especialista en lluita lliure, que va competir a començaments del segle xx.
El 1920 va prendre part en els Jocs Olímpics d'Anvers, on va guanyar la medalla de bronze en la competició del pes semipesant del programa de lluita lliure.